# Laura Sánchez Cano
Laura Sánchez Cano (Málaga, 5 de mayo de 2002) es una jugadora de balonmano española que juega de extremo derecho en el Club Balonmano Femenino Málaga Costa del Sol.

## Trayectoria
Criada en la cantera del Club Málaga Norte, club que fue absorbido por el Costa del Sol en 2023, se integró en el primer equipo costasoleño en la temporada 2018, con Diego Carrasco en el banquillo, cuando contaba con tan solo 16 años, debutando, con el dorsal 99, en un partido ante el Aula Alimentos de Valladolid el 7 de noviembre en un equipo que contaba, entre otras jugadoras, con Alice Fernandes, Emma Boada, Sole López o Rocío Campigli. Su primer gol en la máxima división nacional fue ante el Balonmano Porriño el 12 de abril de 2019. En su primera temporada en División de Honor participó en 3 partidos y anotó 7 tantos. Alternó su participación con el equipo de División de Honor Plata.
Su primera temporada en competición europea fue en la temporada 2018–19, en la Challenge Cup, en la que anotó un total de 3 goles con la camiseta albinegra ante el KHF Istogu de Kosovo.
Fue parte de la histórica generación malagueña que, entre 2019 y 2023 conquistó una Liga Guerreras Iberdrola, dos Copas de S.M. la Reina, una Supercopa de España y una EHF European Cup, además de 2 subcampeonatos de Liga y 1 subcampeonato de Europa.
Es la sustituta natural de la también extremo malagueña y capitana del Costa del Sol, Sole López con la que lleva entrenando desde que subió al equipo.
En uno de los primeros partidos de la temporada 2023/24, durante la semifinal de la Supercopa Ibérica, tuvo una grave lesión donde se rompió el ligamento cruzado de la rodilla izquierda que la dejó en el dique seco durante toda la temporada.

### Clubes
- 2016–18: Club Málaga Norte
- 2018 – Actualidad: Málaga Costa del Sol

#### Datos(a fecha de septiembre de 2023):[9]
|          | Liga | Copa | EHF |
| -------- | ---- | ---- | --- |
| Partidos | 93   | 12   | 23  |
| Goles    | 82   | 4    | 24  |

### Selección
Debutó con la selección española promesas, con la que jugó 8 partidos, en el Campeonato de Europa de Suecia en 2018 ante Islandia y se convirtió en una habitual de la selección juvenil y junior española. Con las Guerreras Juveniles completó un total de 17 internacionalidades y, con las Guerreras Junior otros 11 partidos, marcando un total de 96 partidos con la camiseta nacional.
Ha competido en el Campeonato Europeo promesas en 2018, en el Festival Olímpico de la Juventud Europea celebrado en Bakú en 2019, en el Campeonato Europeo juvenil de Eslovenia, también en 2019 o en Europeo Junior de Pescara en el 2021, así como en otros torneos internacionales, como el Torneo 4 Naciones, del que se proclamó campeona junto a Almudena Gutiérrez.

## Palmarés

### Clubes
- 1 x Liga Guerreras Iberdrola (2022–23)
- 2 x Copa de la Reina de balonmano (2019–20, 2021–22)
- 1 x Supercopa de España (2021)
- 1 x Copa de la EHF (2021)

### Selección andaluza
- 1 x Campeona de España con la selección andaluza (2015–16)